# Areitoo (di Tracia)
Areitoo (in greco antico: Ἀρηΐθοος?, Arēíthoos) è un personaggio della mitologia greca. 

## Mitologia
Areitoo era un giovane trace, scudiero ed auriga del condottiero Rigmo, suo coetaneo, che intervenne nella guerra di Troia in difesa della città assediata. Durante una delle tante battaglie i due si trovavano insieme sul carro da combattimento quando vennero assaliti da Achille, che centrò Rigmo con una lancia facendolo precipitare a terra privo di vita. Areitoo frustò i cavalli per portarsi in salvo, ma Achille lo colpì a morte alla schiena con un'altra lancia, scaraventando anche lui giù dal carro. 

Tracii campi venuto, e di Piréo

Generoso figliuol. Lo colse al ventre

Il tessalico telo, e giù dal cocchio

Lo scosse. Allor diè volta ai corridori

L’auriga Arëitóo; ma del Pelíde

L’asta il giunge alle spalle, e capovolto

Tra i turbati cavalli lo precipita.»
(Omero, Iliade, XX, vv. 484-89, traduzione di Vincenzo Monti)
L'acheo poi infierì sui cadaveri dei due giovani traci facendo passare sopra di essi i cavalli e le ruote del proprio cocchio.